# Amei Wiegel
Amei Wiegel (* 25. Mai 1949 in Göttingen) ist eine deutsche Politikerin (SPD) und ehemaliges Mitglied des Niedersächsischen Landtages. Sie ist verheiratet und hat zwei Kinder.

## Ausbildung und Beruf
Amei Wiegel besuchte die Schule in Rheinland-Pfalz und in Nordrhein-Westfalen und erwarb 1968 das Abitur in Essen.  Danach absolvierte Wiegel ihr Volontariat bei der Westfälischen Rundschau. Anschließend war sie als Redakteurin u. a. bei der Hannoverschen Neuen Presse und der Goslarschen Zeitung tätig. Nach 1978 wirkte sie als freie Mitarbeiterin und in der politischen Öffentlichkeitsarbeit.

## Politik
Seit 1978 ist Wiegel Mitglied der SPD. Sie gehört seit 1985 dem Ortsrat von Altencelle und seit 1996 dem Rat der Stadt Celle an. Wiegel war Mitglied des Niedersächsischen Landtags der 12. und 13. Wahlperiode (21. Juni 1990 bis 30. März 1998). Am 29. September 1998 zog sie als Ersatz für die verstorbene Gerhild Jahn erneut in den Landtag ein und gehörte diesem bis zu ihrem Ausscheiden im Februar 2008 an (14. und 15. Wahlperiode).
Seit 2014 ist sie für das Land Niedersachsen Vertreterin im Hörfunkrat des Deutschlandradios.
Sie ist Mitglied der Gewerkschaft Gewerkschaft Öffentliche Dienste, Transport und Verkehr (ÖTV) (seit 2001 ver.di), der Arbeiterwohlfahrt und bei Pro Familia.